# Jardín Juárez
El Jardín Juárez es una plaza ubicada a un costado del zócalo de Cuernavaca en la zona conocida como "Centro Histórico de la ciudad de Cuernavaca". Construida en 1866, se considerada el jardín más antiguo de la ciudad.
Cuenta con un kiosko atribuido al arquitecto Gustave Eiffel que fue traído desde Inglaterra en 1890 durante el gobierno de Jesús H. Preciado.

## Descripción
El Jardín Juárez es una pequeña plaza de aproximadamente 2.700 m² que colinda con el Teatro Ocampo (al poniente), con el Zócalo de Cuernavaca (Plaza de Armas) y el Palacio de Gobierno Estatal (al sur), con el Centro Comercial "Las Plazas" (al oriente) y con una sucursal del Banco Santander.

## Historia
En 1866, al levantar el primer plano de la ciudad de Cuernavaca, aparece este jardín en dicho plano como "Plaza Maximiliano"; y en el tiempo de los liberales contra los franceses, el jardín se llamó "Plaza de la Constitución". En 1881, se reformó el alumbrado poniéndole 12 faroles, los que fueron sustituidos con posterioridad por los de gas.
Este jardín estuvo circundado por asientos de mampostería, y en 1890, en el gobierno de Jesús H. Preciado, se le cambió el enlosado del piso, se instaló un kiosko diseñado por Gustave Eiffelque fue traído desde Inglaterra y 16 bancas de fierro, esto, con dinero que se obtuvo con funciones de teatro que hicieron un grupo de jóvenes de la ciudad con este fin, y finalmente lo bautizaron como Jardín Juárez.